# オーストラリアの国立公園

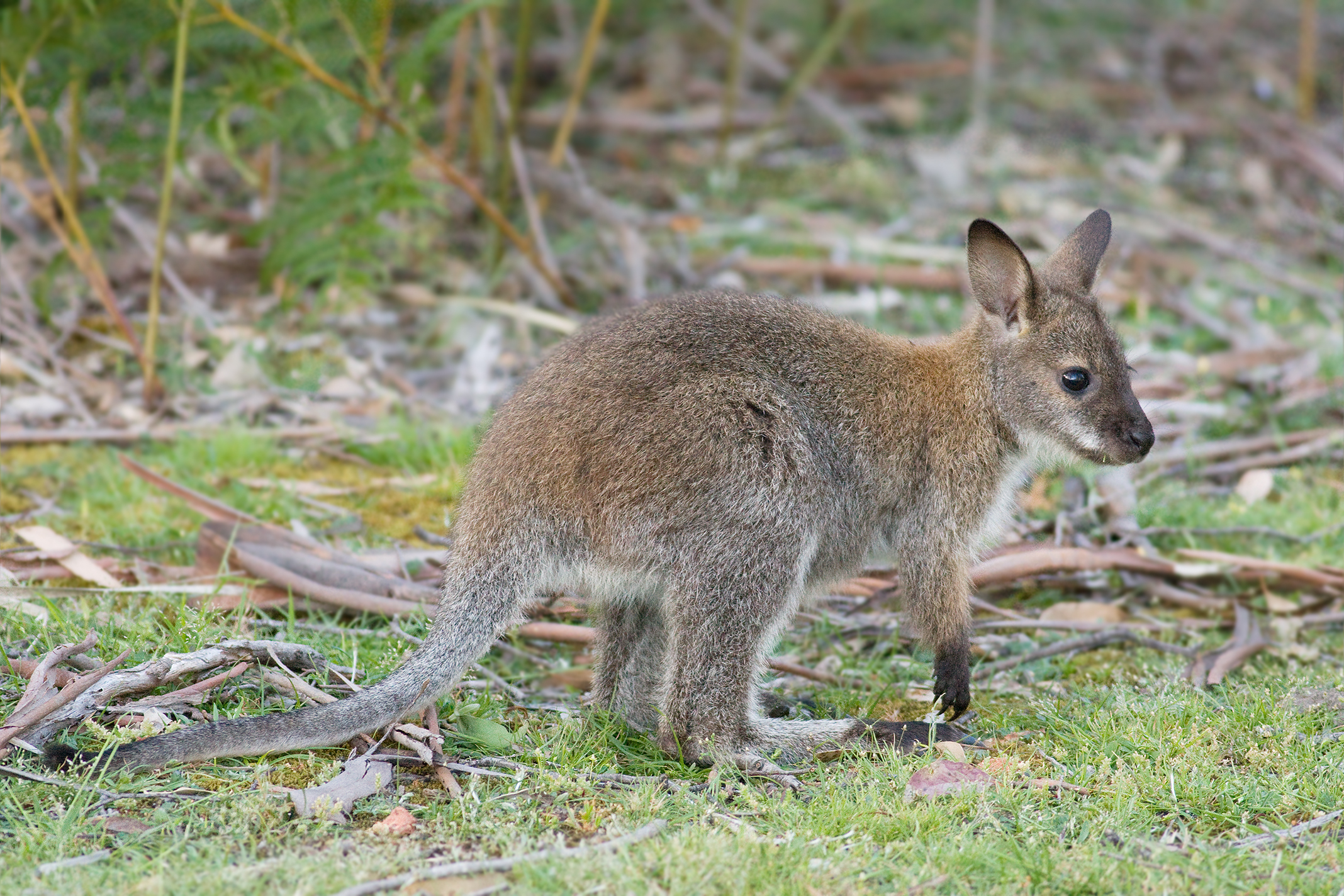
若いワラビー（タスマニア州マリア島国立公園で）

オーストラリアの国立公園（オーストラリアのこくりつこうえん、英語: National parks in Australia）では、オーストラリアの国立公園を記述する。

## 概要
オーストラリアの国立公園は、オーストラリア政府、州、および準州の政府によって管理されている国立公園なので、これは誤った名称かも知れない。ほとんどすべての公園は国ではなく、州や準州によって所有および管理されている土地だからである。ただし、以下は、
- ボオデレエエ国立公園（Booderee National Park、レックベイ村の先住民が所有し、共同管理）
- クリスマス島国立公園
- カカドゥ国立公園
- ノーフォーク島国立公園
- プルキーリング国立公園
- ウルル＝カタ・ジュタ国立公園

オーストラリア政府によって管理されており、場合によっては先住民の土地所有者と協力して管理されている。
オーストラリアで最初の国立公園、そして世界で2番目の国立公園は、1879年に設立されたニューサウスウェールズ州のロイヤル国立公園（Royal National Park）である。

## 一覧
オーストラリアの国家公園を、各州・準州ごと（英文州・準州名のABC順）にいくつかを示す（州内ではあいうえお順）。

### オーストラリア首都特別地域
- ナマッギ国立公園 (Namadgi National Park)

### ノーザンテリトリー
- ウルル＝カタ・ジュタ国立公園
- カカドゥ国立公園
- ニトミルク国立公園
- マクドネル山脈国立公園

### ビクトリア州
- オーストラリアアルプス山脈国立公園
- グランピアンズ国立公園
- ゴールバーン川下流国立公園
- ポートキャンベル国立公園
- ヤラ・レンジズ国立公園

### タスマニア州
- クレイドル山国立公園
- クレイドル山＝セント・クレア湖国立公園
- サウスウエスト国立公園
- フランクリン＝ゴードン・ワイルド・リバーズ国立公園
- ブルニー島国立公園
- マリア島国立公園

## 参照項目
- 国立公園
- アメリカ合衆国国立公園
- オーストラリアの自然保護区 (Protected areas of Australia)